# Caconemobius fori
Caconemobius fori（英語：Kīlauea lava cricket，直译为“基拉韦厄熔岩蟋蟀”，直译为“暗熔岩蟋蟀”）是夏威夷岛特有的熔岩蟋蟀，该物种被发现于基拉韦厄火山和茂纳洛亚火山新凝固的熔岩上。

## 简介
该物种为小型蟋蟀，其体长约为9 mm（0.35英寸）。该物种呈深色并闪闪发光，与其栖息地上的熔岩融为一体，在人们看来与火山喷发形成的佩雷之泪神似。

## 分布与栖息地
该蟋蟀是夏威夷岛火山新冷却熔岩（大约十年）上的特有种。该物种是首批抵达凝固熔岩的物种，甚至早在植被开始生长前就已栖息于此。至于植被生长后这些蟋蟀何去何从，目前尚不得知。不过可以确定的是，一旦主要植物开始在岩浆岩上开始生长，这些蟋蟀就会消失。目前尚无该蟋蟀出现在距离植被15米以内的记录，它们经常被发现在距离活火山口100米以内的地方。

## 生态学特征
这种熔岩蟋蟀是严格夜行性动物。
因为该蟋蟀是最先抵达凝固熔岩层的生物，因此完全依赖风吹过来的生物残渣为食，其中包括植物碎片及泡沫海浪。由于风能够将生物残渣吹至几公里以外的地方，这为栖息于熔岩层上的蟋蟀获得了充足的营养来源。
尽管此种蟋蟀在夜间仅通过肉眼就可以在熔岩层上找到，不过由于它容易被奶酪所吸引，因此科研人员会通过奶酪诱捕蟋蟀以用于科学研究。